# Егорычев, Андрей Сергеевич
Андре́й Серге́евич Его́рычев (род. 14 февраля 1993, Воронеж) — российский футболист, полузащитник.

## Биография
Окончил школу с серебряной медалью. Выпускник Воронежского государственного архитектурно-строительного университета, тема диплома «Проект автодорожного моста через реку Оку в городе Калуге». Несколько месяцев работал по специальности. 
Воспитанник воронежской ДЮСШОР-15 (до 2010 года). Первый профессиональный клуб — «Выбор-Курбатово» Воронеж, в составе которого дебютировал 8 июля 2014 года в гостевом матче 1/256 финала Кубка России 2014/15 против «Соляриса» (1:0), выйдя на замену после перерыва. В первой половине первенства ПФЛ 2014/15 провёл восемь матчей, забил один гол. После зимнего перерыва клуб в связи с финансовыми проблемами был ликвидирован, а Егорычев перешёл в «МИТОС», за который не выступал. В сезонах 2016—2017 играл в первенстве третьего дивизиона за «Атом» Нововоронеж — 32 игры, 10 мячей. 
12 июля 2017 перешёл в клуб ПФЛ «Носта» Новотроицк, в первой половине сезона в 16 играх забил 6 голов. 
12 декабря 2017 перешёл в клуб РФПЛ «Урал» Екатеринбург, за который дебютировал 3 марта 2018 года в гостевой игре 21 тура против ЦСКА (0:1).
21 апреля 2019 года в домашнем матче 24-го тура РПЛ против «Рубина» (2:1) забил дебютный гол за команду на 12-й секунде встречи, что стало повторением рекорда клуба — в мае 1993 года Сергей Передня, выступавший за «Уралмаш», также на 12-й секунде забил в ворота «Луча» из Владивостока на выезде.
27 мая 2023 года в гостевом матче 29-го тура РПЛ против «Химок» (3:0) отдал все три голевые передачи — первым среди футболистов «Урала» в рамках одной игры чемпионата, с момента возвращения уральцев в высший дивизион в сезоне-2013/14. 20 октября 2024 года сыграл двухсотый матч за «Урал».